# Michał Pilipiec
Michał Pilipiec ps. „Ski” (ur. 28 listopada 1912 w Tarnawcach, zm. 8 grudnia 1944) – ksiądz, kapelan Armii Krajowej, między innymi Obwodu Rzeszów, pedagog, związany pracą z Futomą i Błażową. Pierwszy polski duchowny zamordowany przez komunistów, po wkroczeniu Armii Czerwonej do Polski w 1944 roku.

## Życiorys
Pochodził z Tarnawiec koło Krasiczyna. Potomstwo jego rodziców Bazylego i Anny Pilipców liczyło dziesięcioro dzieci, w tym sześciu chłopców: Leona, Andrzeja, Piotra, Mikołaja, Władysława i Michała oraz cztery córki: Helenę, Marię, Franciszkę i Annę. Po skończeniu szkoły powszechnej w Tarnawcach uczęszczał do Państwowego Gimnazjum im. Juliusza Słowackiego w Przemyślu. W 1931 roku wstąpił do Seminarium Duchownego w Przemyślu. Po święceniach kapłańskich w 1936 roku był kolejno duszpasterzem w parafiach Pniów, Futoma, a następnie Błażowa koło Rzeszowa.
W pierwszych miesiącach II wojny światowej włączył się w parafialne akcje pomocy na rzecz wysiedlonych, ubogich, skierowanych do wyjazdu na roboty przymusowe. Od lutego 1940 roku, przyjmując pseudonim „Ski”, spieszył z pomocą organizacyjną porucznikowi Józefowi Lutakowi, pierwszemu dowódcy Placówki Związku Walki Zbrojnej w Błażowej. Współpracował z komórką wywiadowczo-dywersyjną „Ruch” w Inspektoracie AK Rzeszów, pomagał budować nową tożsamość osobom poszukiwanym przez władze okupacyjne, wystawiając im nowe metryki urodzenia, wykładał religię oraz język łaciński na tajnych kompletach organizowanych wspólnie między innymi z doktorem Brzękiem, uczestniczył w zajęciach konspiracyjnej Szkoły Podchorążych. Wiosną 1944 roku awansowany do stopnia kapitana został kapelanem Obwodu Rzeszów AK. Brał udział w akcji „Burza” na Rzeszowszczyźnie. Po zajęciu Błażowej przez Armię Czerwoną, we wrześniu 1944 roku podjął pracę jako katecheta i nauczyciel łaciny w miejscowym gimnazjum.

4 grudnia 1944 roku został aresztowany przez Urząd Bezpieczeństwa. Osadzono go w więzieniu na Zamku w Rzeszowie pod zarzutem ukrywania materiałów konspiracyjnych oraz broni, gdzie poddany został okrutnym torturom: 

Był strasznie zmasakrowany. Sutanna jego była w wielu miejscach popękana. Na ciele miał wiele ran. Z pęknięć skóry na głowie sączyła się krew. Wił się z bólu. Musiał to być ból okropny, skoro ksiądz nie mógł pohamować łkania i jęku. W odgłosach cierpienia nie wyczuwało się skargi, nie było nic z wołania o pomstę do nieba.

 8 grudnia 1944 roku, razem z czterema partyzantami został wywieziony w rejon lasów głogowskich pod Rzeszowem i tam rozstrzelany. Podpalone dla utrudnienia identyfikacji ciała zamordowanych zostały pochowane przez miejscową ludność w anonimowej mogile.
W 1977 roku dokonano ekshumacji i identyfikacji szczątków wszystkich pomordowanych, które następnie pochowano na cmentarzu w Błażowej. W 2009 roku prezydent RP Lech Kaczyński odznaczył go pośmiertnie Krzyżem Komandorskim z Gwiazdą Orderu Odrodzenia Polski.